# Адирондак
Адирондак (на английски: Adirondack Mountains) е планински масив в системата на северните Апалачи, разположен на територията на САЩ (92%) и Канада (8%). Има форма на триъгълник и се простира между езерото Шамплейн и река Хъдсън на изток, река Мохок (десен приток на Хъдсън) на юг, река Сейнт Лорънс на северозапад и езерото Онтарио на запад. Дължината му от север на юг е 293 km, ширината до 200 km, а площта 48 438 km². Релефът му е среднопланински с изгладени ледникови форми. Най-високата му точка е връх Маунт Марси (1629 m). Изграден е от кристалинни скали. Има множество малки езера и бурни планински реки. Склоновете му са покрити със смесени и иглолистни гори. Адирондак е привлекателна туристическа дестинация, изградени са множество зимни спортни съоръжения (Лейк Плесид).